# Lista de times da National Basketball Association
Esta é uma Lista de times da National Basketball Association.

## Conferência Leste

### Divisão do Atlântico (NBA)
- Boston Celtics (desde 1946)
- Brooklyn Nets
  - New Jersey Americans (1967-68, ABA)
  - New York Nets (1968-76, ABA; 1977-78, NBA)
  - New Jersey Nets (1978-2012)
  - Brooklyn Nets (desde 2012)
- New York Knicks  (desde 1946)
- Philadelphia 76ers
  - Syracuse Nationals (1946-49, NBL; 1949-1963)
  - Philadelphia 76ers (desde 1963)
- Toronto Raptors (desde 1995)

### Divisão Central (NBA)
- Chicago Bulls (desde 1966)
- Cleveland Cavaliers (desde 1970)
- Detroit Pistons
  - Fort Wayne Pistons (1941-48, NBL; 1949-1957, NBA)
  - Detroit Pistons (desde 1957)
- Indiana Pacers (1967-1976 na ABA, desde 1976 na NBA)
- Milwaukee Bucks (desde 1968)

### Divisão Sudeste (NBA)
- Atlanta Hawks
  - Buffalo Bisons (1946, NBL)
  - Tri-Cities Blackhawks (1946-49, NBL; 1949-1951, NBA)
  - Milwaukee Hawks (1951-55)
  - St. Louis Hawks (1955-68)
  - Atlanta Hawks (desde 1968)
- Charlotte Hornets
  - Charlotte Hornets (1988-2002, relocado para se tornar o atual New Orleans Pelicans)
  - Charlotte Bobcats (2004-2014)
  - Charlotte Hornets (desde 2014)
- Miami Heat (desde 1988)
- Orlando Magic (desde 1989)
- Washington Wizards
  - Chicago Zephyrs (1961-1963)
  - Baltimore Bullets (1963-1973)
  - Capital Bullets\Washington Bullets\Washington Wizards (desde 1973)

## Conferência Oeste

### Divisão Noroeste (NBA)
- Denver Nuggets (1967-1976 na ABA, desde 1976 na NBA)
- Minnesota Timberwolves (desde 1989)
- Oklahoma City Thunder
  - Seattle SuperSonics (1967-2008)
  - Oklahoma City Thunder (desde 2008)
- Portland Trail Blazers (desde 1970)
- Utah Jazz
  - New Orleans Jazz (1974-79)
  - Utah Jazz (desde 1979)

### Divisão do Pacífico (NBA)
- Golden State Warriors
  - Philadelphia Warriors (1946-1962)
  - San Francisco Warriors (1962-1971)
  - Golden State Warriors (desde 1971)
- Los Angeles Clippers
  - Buffalo Braves (1970-1978)
  - San Diego Clippers (1978-1984)
  - Los Angeles Clippers (desde 1984)
- Los Angeles Lakers
  - Minneapolis Lakers (1948-1960)
  - Los Angeles Lakers (desde 1960)
- Phoenix Suns (desde 1968)
- Sacramento Kings
  - Rochester Royals (1948-1957)
  - Cincinnati Royals (1957-1972)
  - Kansas City – Omaha Kings (1972-1975)
  - Kansas City Kings (1975-1985)
  - Sacramento Kings (desde 1985)

### Divisão Sudoeste (NBA)
- Dallas Mavericks (desde 1980)
- Houston Rockets
  - San Diego Rockets (1967-1971)
  - Houston Rockets (desde 1971)
- Memphis Grizzlies
  - Vancouver Grizzlies (1995-2000)
  - Memphis Grizzlies (desde 2000)
- New Orleans Pelicans
  - New Orleans Hornets (2002-2005; 2007-2013)
  - New Orleans\Oklahoma City Hornets (2005-2007)
  - New Orleans Pelicans (desde 2013)
- San Antonio Spurs
  - Dallas Chaparrals (1967-73, ABA)
  - San Antonio Spurs (1973-76, ABA; desde 1976, NBA)